# 2014
2014 (MMXIV) là một năm thường bắt đầu vào Thứ tư của lịch Gregory, năm thứ 2014 của Công nguyên hay của Anno Domini, the năm thứ 14  của thiên niên kỷ 3 and the thế kỷ 21, và năm thứ  5   của thập niên 2010. 
Phần lớn năm này thuộc năm Giáp Ngọ và cũng là năm với nhiều biến động chính trị từ việc khủng hoảng Ukraina (bao gồm sự kiện lật đổ chính phủ Ukraine); dịch bệnh Ebola tại châu Phi; tai nạn máy bay; IS lộng hành dẫn đến việc Xung đột Israel–Palestine.

## Sự kiện

### Tháng 1
- 1 tháng 1: Latvia chính thức chấp thuận Euro là tiền tệ quốc gia và trở thành thành viên thứ 18 của Khu vực đồng euro.[2]

### Tháng 2
- Đại dịch Ebola bắt đầu, lan truyền làm hàng chục nghìn người ở châu Phi mắc bệnh và thiệt mạng tại chỗ.[3][4]
- 7 tháng 2 – 23 tháng 2: Thế vận hội Mùa đông 2014 được tổ chức tại Sochi, miền nam Nga.[5][6]
- 13 tháng 2: Bỉ trở thành quốc gia đầu tiên trên thế giới hợp pháp hóa an tử cho các bệnh nhân mắc bệnh trong giai đoạn cuối thuộc mọi lứa tuổi.[7]
- 22 tháng 2: Quốc hội Ukraina bỏ phiếu phế truất Tổng thống Ukraina, Viktor Yanukovych khỏi chức vụ, thay thế ông ta bằng Oleksandr Turchynov, vài ngày sau khi bất ổn dân sự khiến khoảng 100 người thiệt mạng tại Kyiv.[8]
- 26 tháng 2: Náo động thân Nga tại Ukraina dẫn đến việc Nga sáp nhập bán đảo Krym và một cuộc nổi dậy tại các tỉnh Donetsk và Luhansk.

### Tháng 3
- 5 tháng 3: Tổng thống Venezuela, Nicolás Maduro đoạn tuyệt quan hệ ngoại giao và chính trị với Panama, cáo buộc Panama tham dự vào một âm mưu chống Chính phủ Venezuela.[9]
- 8 tháng 3: Chiếc máy bay Boeing 777 của Malaysia Airlines mang số hiệu MH370 bị mất tích khi đang trên đường đến Bắc Kinh từ Kuala Lumpur với 239 người trên khoang. Máy bay được cho là rơi xuống Ấn Độ Dương.[10]
- 15 tháng 3 – 4 tháng 4: Giải vô địch bóng đá nữ U-17 thế giới 2014 tổ chức tại Costa Rica, đội tuyển bóng đá U-17 nữ quốc gia Nhật Bản lần đầu tiên giành chức vô địch.
- 16 tháng 3: Một cuộc trưng cầu dân ý về tình trạng của bán đảo Krym được tổ chức.[11]
- 21 tháng 3: Nga chính thức sáp nhập Krym sau khi Tổng thống Nga, Vladimir Putin ký một dự luật hoàn thành quá trình sáp nhập.[12]
- 24 tháng 3: Trong 1 hội nghị khẩn cấp, Anh Quốc, Canada, Đức, Hoa Kỳ, Nhật Bản, Pháp và Ý tạm thời đình chỉ Nga khỏi G8.[13]
- 27 tháng 3: Đại Hội đồng Liên Hợp Quốc thông qua Nghị quyết 68/262, công nhận bán đảo Krym trong biên giới quốc tế của Ukraina và bác bỏ giá trị pháp lý của Trưng cầu dân ý Krym 2014.[14]
- 31 tháng 3: Tòa án Công lý Quốc tế phán quyết rằng chương trình săn cá voi tại khu vực Nam Cực của Nhật Bản không vì khoa học mà là vì thương nghiệp và cấm chỉ cấp thêm các giấy phép.[15][16]

### Tháng 4
- 8 tháng 4: Microsoft chính thức dừng mọi hỗ trợ kỹ thuật cho Windows XP.
- 10 tháng 4: Phản ứng trước khủng hoảng Krym, Hội đồng Nghị viện của Ủy hội châu Âu (PACE) thông qua một nghị quyết tạm thời tước quyền bỏ phiếu của Nga trong hội đồng.[17]
- 14 tháng 4: Khoảng 276 nữ giới bị bắt cóc từ một trường học tại Chibok thuộc miền đông bắc Nigeria.[18]
- 16 tháng 4: Phà MV Sewol lật và đắm tại vùng biển tây nam của Hàn Quốc, khiến 304 người thiệt mạng, hầu hết là học sinh trung học.[19]
- 27 tháng 4: Giáo hội Công giáo Rôma đồng thời tuyên thánh Giáo hoàng Gioan XXIII và Giáo hoàng Gioan Phaolô II.[20]
- 28 tháng 4: Các chế tài kinh tế mới của Tổng thống Hoa Kỳ, Barack Obama nhằm chống Nga có hiệu lực, mục tiêu là các công ty và cá nhân có quan hệ mật thiết với Tổng thống Nga Vladimir Putin.[21]

### Tháng 5
- 5 tháng 5:
  - Tổ chức Y tế Thế giới xác định sự lan truyền của Bại liệt tại ít nhất 10 quốc gia là một đại sự kiện y tế khẩn cấp toàn cầu.[22]
  - Các chiến binh Boko Haram sát hại khoảng 300 người trong một cuộc tấn công tại Gamboru và Ngala thuộc miền đông bắc Nigeria.[23]
- 20 tháng 5: Các phần tử khủng bố tại Nigeria đánh bom tại Jos thuộc miền trung quốc gia, sát hại 118 người.
- 22 tháng 5: Lục quân Hoàng gia Thái Lan lật đổ chính phủ tạm quyền của Niwatthamrong Boonsongpaisan sau một thất bại trong việc giải quyết náo động chính trị.[24][25]

### Tháng 6
- 5 tháng 6: tiếp diễn: Một nhóm chiến binh Hồi giáo Sunni được gọi là Nhà nước Hồi giáo Iraq và Levant (ISIS hay ISIL) bắt đầu một cuộc tấn công tại miền bắc Iraq, mục tiêu là chiếm thủ đô Bagdad và lật đổ chính phủ trung ương.[26]
- 12 tháng 6 – 13 tháng 7: Giải vô địch bóng đá thế giới 2014 tổ chức tại Brasil, đội tuyển bóng đá quốc gia Đức lần thứ 4 giành chức vô địch.
- 15 tháng 6: Wikipedia tiếng Việt đạt mốc 1 triệu bài viết.[27]
- 19 tháng 6: Quốc vương Juan Carlos I của Tây Ban Nha thoái vị, thay thế Felipe VI thành Tân Quốc vương của Tây Ban Nha.
- 30 tháng 6: Bộ phim Mi corazón es tuyo chính thức phát sóng trên kênh Las Estrellas của México.

### Tháng 7
- 8 tháng 7 – 26 tháng 8: Israel phát động Chiến dịch Vành đai Bảo vệ tại Dải Gaza. Có 2.100 người Palestine và 71 người Israel thiệt mạng trong giao tranh.
- 17 tháng 7: Một máy bay Boeing 777 của Malaysia Airlines bị rơi tại miền đông Ukraina sau khi bị bắn. Toàn bộ 298 người trên khoang đều thiệt mạng.[28]
- 24 tháng 7: Chuyến bay 5017 của Air Algérie bị rơi tại Mali, khiến toàn bộ 116 người trên khoang thiệt mạng.[29]

### Tháng 8
- 5 – 24 tháng 8: Giải vô địch bóng đá nữ U-20 thế giới 2014 tổ chức tại Canada, đội tuyển bóng đá U-20 nữ quốc gia Đức lần thứ 3 giành chức vô địch.
- 7 tháng 8: Các lãnh đạo Khmer Đỏ là Nuon Chea và Khieu Samphan bị tuyên có tội do các tội ác chống lại loài người và nhận án tù chung thân từ Tòa án Khmer Đỏ.[30]
- 8 tháng 8: Quân đội Hoa Kỳ bắt đầu một chiến dịch hàng không tại miền bắc Iraq để ngăn chặn các chiến binh Nhà nước Hồi giáo.

### Tháng 9
- 5 tháng 9: Giải thưởng Ấn tượng VTV - VTV Awards chính thức ra mắt khán giả truyền hình.

- 22 tháng 9: Hoa Kỳ và một số đối tác Ả Rập bắt đầu chiến dịch không kích của họ tại Syria.[31][32]

### Tháng 10
- 19 tháng 10 –Giáo hội Công giáo Rôma tuyên phúc cho Giáo hoàng Phaolô VI.[33]
- 26 tháng 10, đánh dấu sự kết thúc chính thức hoạt động chiến đấu ở Afghanistan của quân đội Anh và Mỹ sau 13 năm có mặt ở Afghanistan.[34]
- 31 tháng 10 –Tổng thống Burkina Faso Blaise Compaoré từ chức sau cuộc nổi dậy Burkinabé nhằm phản ứng trước nỗ lực bãi bỏ các hạn chế nhiệm kỳ tổng thống.[35]

### Tháng 11
- 2 tháng 11 –Ủy ban Liên chính phủ về Biến đổi Khí hậu (IPCC) phát hành phần cuối cùng của Báo cáo đánh giá thứ năm IPCC, cảnh báo rằng thế giới đối diện tổn thất "nghiêm trọng, phổ biến và bất khả nghịch chuyển" do phát thải CO2.[36]
- 12 tháng 11 –Tàu thăm dò Philae của tàu không gian Rosetta đổ bộ thành công tại sao chổi Comet 67P, lần đầu tiên trong lịch sử một tàu không gian đổ bộ trên mục tiêu như vậy.[37]

### Tháng 12
- 07 tháng 12 –Một vụ rò rỉ khí Clo tại một khách sạn đang tổ chức "Midwest FurFest" –một furry convention tại Chicago (Mỹ) làm 19 người bị thương[38]
- 16 tháng 12 –Tehrik-i-Taliban Pakistan tiến hành một vụ tấn công trường học tại Peshawar, sát hại 141 người.[39][40]
- 17 tháng 12 –Tổng thống Hoa Kỳ Barack Obama tuyên bố tái lập quan hệ ngoại giao bình thường giữa Hoa Kỳ và Cuba.[41]
- 28 tháng 12 –Chuyến bay 8501 của Indonesia AirAsia từ Surabaya, Indonesia đến Singapore rơi xuống Biển Java ngay ngoài khơi tây nam đảo Borneo, khiến toàn bộ 162 người trên khoang thiệt mạng.[42]

## Mất

### Tháng 1
- 5 tháng 1 – Eusébio, cầu thủ bóng đá người Bồ Đào Nha (s. 1942)
- 7 tháng 1 – Thiệu Dật Phu, nhà làm phim và doanh nhân người Hồng Kông (s. 1907)
- 9 tháng 1 – Dale T. Mortensen, nhà kinh tế học người Mỹ (s. 1939)
- 11 tháng 1
  - Ariel Sharon, thủ tướng của Israel (s. 1928)
  - Vugar Gashimov, đại kiện tướng cờ vua người Azerbaijan (s. 1986)
- 16 tháng 1 – Onoda Hirō, sĩ quan người Nhật Bản (s. 1922)
- 27 tháng 1 – Pete Seeger, ca sĩ, nhạc sĩ người Mỹ (s. 1919)

### Tháng 2
- 1 tháng 2 – Luis Aragonés, cầu thủ và huấn luyện viên bóng đá người Tây Ban Nha (s. 1938)
- 2 tháng 2 – Philip Seymour Hoffman, diễn viên người Mỹ (s. 1967)
- 10 tháng 2
  - Stuart Hall, nhà xã hội học người Jamaican-Anh (s. 1932)
  - Shirley Temple, diễn viên và nhà ngoại giao người Mỹ (s. 1928)
- 13 tháng 2 – Richard Møller-Nielsen, cầu thủ và huấn luyện viên bóng đá người Đan Mạch (s. 1937)
- 26 tháng 2 – Paco de Lucía, nhạc công guitar người Tây Ban Nha (s. 1947)

### Tháng 3
- 13 tháng 3 - Ahmad Tejan Kabbah, tổng thống Sierra Leone (s. 1932)[43]
- 28 tháng 3 - Đại lão Hòa thượng Thích Trí Tịnh Đệ nhất Phó Pháp chủ GHPGVN, trụ trì chùa Vạn Đức (s. 1917)

### Tháng 4
- 6 tháng 4 – Mickey Rooney, diễn viên người Mỹ (s. 1920)
- 9 tháng 4 – Đào Hải, họa sĩ manga người Việt Nam, tác giả bộ tranh truyện Tý Quậy (s. 1958)
- 17 tháng 4 – Gabriel García Márquez, nhà văn người Colombia (s. 1927)

### Tháng 5
- 3 tháng 5 – Gary Becker, nhà kinh tế học người Mỹ (s. 1930)
- 28 tháng 5
  - Maya Angelou, thi nhân và tác gia người Mỹ (s. 1928)
  - Malcolm Glazer, doanh nhân người Mỹ (s. 1928)

### Tháng 6
- 18 tháng 6 – Stephanie Kwolek, nhà hóa học người Mỹ (s. 1923)
- 24 tháng 6 – Ramón José Velásquez, sử gia, nhà báo, chính trị gia người Venezuela (s. 1916)

### Tháng 7
- 7 tháng 7
  - Alfredo Di Stéfano, cầu thủ bóng đá người Argentina-Tây Ban Nha (s. 1926)
  - Eduard Shevardnadze, tổng thống của Gruzia (s. 1928)
- 11 tháng 7 – John Seigenthaler, Sr., nhà báo người Mỹ (s. 1927)
- 13 tháng 7 – Nadine Gordimer, nhà văn người Nam Phi (s. 1923)
- 23 tháng 7 – Quỳnh Giao, ca sĩ người Việt Nam (s. 1946).
- 24 tháng 7 – Toàn Shinoda, vlogger Việt Nam (s. 1987)

### Tháng 8
- 11 tháng 8 – Robin Williams, diễn viên người Mỹ (s. 1951)
- 12 tháng 8 – Lauren Bacall, diễn viên người Mỹ (s. 1924)
- 24 tháng 8 – Richard Attenborough, diễn viên và đạo diễn người Anh (s. 1923)

### Tháng 9
- 4 tháng 9 – Joan Rivers, diễn viên người Mỹ (s. 1933)
- 5 tháng 9 – Simone Battle, diễn viển, ca sĩ (thành viên nhóm nhạc G.R.L) người Mỹ (s. 1989)
- 10 tháng 9 – Richard Kiel, diễn viên người Mỹ (s. 1939)
- 16 tháng 9 - Giang Tử, ca sĩ người Việt Nam (s. 1942)
- 30 tháng 9 – Martin Lewis Perl, nhà vật lý học người Mỹ (s. 1927)

### Tháng 10
- 20 tháng 10 – Oscar de la Renta, nhà thiết kế thời trang người Dominica-Mỹ (s. 1932)
- 21 tháng 10 – Gough Whitlam, thủ tướng của Úc (s. 1916)
- 28 tháng 10 – Michael Sata, tổng thống của Zambia (s. 1937)

### Tháng 11
- 1 tháng 11 - Tố Như, ca sĩ người Việt Nam (s. 1976)
- 10 tháng 11 – Takakura Ken, diễn viên người Nhật (s. 1931)
- 13 tháng 11 – Alexander Grothendieck, nhà toán học người Đức-Pháp (s. 1928)
- 30 tháng 11 – Ngô Thanh Nguyên, vận động viên cờ vây người Trung Quốc-Nhật Bản (s. 1914)

### Tháng 12
- 5 tháng 12 – Fabiola, Vương hậu Bỉ (s. 1928)
- 6 tháng 12 – Ralph H. Baer, nhà phát triển trò chơi người Mỹ (s. 1922)
- 18 tháng 12 – Virna Lisi, diễn viên người Ý (s. 1936)
- 21 tháng 12 – Udo Jürgens, nhà soạn nhạc và ca sĩ người Áo (s. 1934)
- 30 tháng 12 – Luise Rainer, diễn viên người Mỹ (s. 1910)

## Giải Nobel
- Hóa học – Eric Betzig, Stefan Hell và William E. Moerner
- Kinh tế – Jean Tirole
- Văn học –Patrick Modiano
- Hòa bình – Kailash Satyarthi và Malala Yousafzai
- Vật lý – Akasaki Isamu, Amano Hiroshi và Nakamura Shuji
- Sinh lý học hay Y khoa – John O'Keefe, May-Britt Moser và Edvard Moser